# Руда (Серадзький повіт)
Руда (пол. Ruda) — село в Польщі, у гміні Серадз Серадзького повіту Лодзинського воєводства.
Населення — 512 осіб (2011).
У 1975-1998 роках село належало до Серадзького воєводства.

## Демографія
Демографічна структура станом на 31 березня 2011 року:
|          | Загалом | Допрацездатний вік | Працездатний вік | Постпрацездатний вік |
| -------- | ------- | ------------------ | ---------------- | -------------------- |
| Чоловіки | 267     | 50                 | 184              | 33                   |
| Жінки    | 245     | 41                 | 146              | 58                   |
| Разом    | 512     | 91                 | 330              | 91                   |